# Трестиениј де Сус (Прахова)
Трестиениј де Сус (рум. Trestienii de Sus) насеље је у Румунији у округу Прахова у општини Думбрава. Oпштина се налази на надморској висини од 96 m.

## Становништво
Према подацима из 2002. године у насељу је живело 227 становника, од којих су сви румунске националности.